# Кузмичёв, Федот Семёнович
Федо́т Семёнович Кузмичёв (1799—1868?) — русский писатель, поэт. Автор не менее 200 произведений в стихах и прозе.
Сын крепостного. Принял участие в Бородинском сражении в возрасте 13-ти лет (в составе Московского ополчения), а также в заграничных походах 1813—1814 годов (в Германии и Франции).
Вернувшись в Россию был дворовым княжны А. М. Голицыной. После получения вольной (в 1830 или 1831), приписавшись к мещанскому сословию, ещё длительное время оставался у неё служить. Проживал в Москве и Подмосковье.
С 1824 года начал писать. С начала 1830-х годов начал активно печататься, причём самостоятельно издавал и продавал свои произведения.
Энциклопедический словарь Брокгауза и Ефрона характеризует Ф. С. Кузмичёва как «полуграмотного самоучку» писавшего «лубочные книжки». Под «лубочными книжками» имеется в виду издание книг для широких масс и детей с картинками (лубками). По мнению писателей «высокого штиля» он «писал бездарно и безграмотно, вызывал насмешки Белинского». Однако энциклопедисты отмечают, что автор был популярен: «Своей публике [он] умел нравиться, и некоторые его произведения много раз переиздавались».
Федот Кузмичев известен как первый автор азбуки с методом "легчайшего обучения чтению", где была предложена складовая методика чтения (упрощённый вид слогов из двух-трёх фонем).  В дальнейшем этот метод развил и положил в основу Лев Толстой в своей Азбуке.